# Enquelios

Mapa de Epiro con ciudades y pueblos vecinos,

Los enquelios o enqueleos (en griego antiguo: Ἐγχέλιοι) fueron una tribu iliria que vivieron en Enquelia (Ἐγχέλη), una región en torno al lago de Ocrida y a Lincestis, en las actuales Albania, Macedonia del Norte y Grecia. Su nombre en griego significa «pueblo anguila»  y probablemente vivieron de la pesca en el lago Ocrida.
Los enqueleos estuvieron frecuentemente en guerra con el Reino de Macedonia por el dominio de la región. Sus vecinos respectivamente al noroeste y al norte fueron los ilirios taulantios y los dardanios y al sur los dasaretas, una antigua tribu griega.

## Mitología
La mitología griega atribuye un progenitor a los enquelios, un hijo de Ilirio llamado Enquelio. Se dice que Cadmo de Fenicia y su esposa Harmonía fueron a Enquelia donde, después de ser aconsejado por un oráculo, Cadmo ayudó a los enquelios en su guerra contra las tribus ilirias vecinas. Después de la victoria contra sus enemigos, los enquelios eligieron a Cadmo como su rey.
Durante su reinado, Cadmo habría fundado las ciudades de Budva y Ohrid. Tras su muerte le sucedió su hijo Ilirio o Polidoro. Según Pausanias, Laodamante, rey de Tebas e hijo de Eteocles, tras ser derrotado por los argivos, se refugió con algunos de sus compatriotas tebanos en el país de los enquelios.

## Reino Enquelio
En el sur de Iliria pronto se formaron estados organizados. Hay registros del reino Enqueleo desde los siglos VIII-VII a. C., cuando se llegó a su punto álgido. En siglos posteriores, sin embargo, atravesó un lento declive, pero no desaparece de las fuentes hasta el siglo IV a. C. Los enquelios estuvieron constantemente en guerra con los griegos del norte, incluyendo, según Heródoto, ataques contra Delfos y Tebas.